# Universitatea Aix-Marsilia
Universitatea Aix-Marsilia este o universitate publică de cercetare situată în regiunea Provența din sudul Franței.
AMU are cel mai mare buget al oricărei instituții academice din lumea francofonă, cu 750 de milioane de euro.
Universitatea este organizată în jurul a cinci campusuri principale situate în Aix-en-Provence și Marsilia.
AMU a produs mulți absolvenți noti în domeniile dreptului, politicii, afacerilor, științei, mediul academic și artelor. Până în prezent, absolvenții universității și facultatea includ patru laureați ai premiului Nobel.